# نان و حلوا
نان و حلوا کتابی است نوشتهٔ شیخ بهایی. این کتاب آمیخته‌ای از مواعظ، طنز، حکایت، تمثیل و لطایف عرفانی و معارف برین بشری است. با زبانی روان و دلنشین. نان و حلوا ترسیمی است از ریاکاری، تلبیس و غرور به مال و منال و عنوان و منصب دنیایی. بهایی در یکی از بخش‌های این مثنوی به دوری از سلاطین که خود آن را از نزدیک تجربه کرده بود اشاره می‌کند، چرا که در اندیشهٔ او نزدیکی به شاهان غارت دل و دین را در پی دارد در مجموع، مثنوی نان و حلوا از جمله آثار شیخ بهایی است که در تبیین دیدگاه و اندیشه سیاسی او می‌توان به آن استناد کرد.
این کتاب شامل بر ۲۴ بخش مجزا و کوتاه  شامل حکایات با زبان بسیار شیرین است.